# آدم ناولاند
آدم ناولاند (بالإنجليزية: Adam Nowland)‏ (6 يوليو 1981 ببرستون في المملكة المتحدة - ) هو لاعب كرة قدم بريطاني في مركز الوسط. لعب مع بريستون نورث إيند وستوكبورت كونتي ونادي بلاكبول ونادي غيلينغهام ونوتس كاونتي ونوتينغهام فورست ووست هام يونايتد وTampa Bay Rowdies ‏ وAFC Fylde ‏ وLancaster City F.C. ‏ ونادي ويمبلدون وCrossfire Redmond ‏ وPuget Sound Gunners FC ‏.

## وصلات خارجية
- آدم ناولاند على موقع قاعدة بيانات كرة القدم.إي يو (الإنجليزية)
- آدم ناولاند على موقع Soccerbase.com (لاعب) (الإنجليزية)